# Nucifraga
Nucifraga – rodzaj ptaków z rodziny krukowatych (Corvidae).

## Rozmieszczenie geograficzne
Rodzaj obejmuje gatunki występujące w Ameryce Północnej i Eurazji.

## Morfologia
Długość ciała 27–35 cm, masa ciała 106–220 g.

## Systematyka
Rodzaj zdefiniował w 1760 roku francuski zoolog Mathurin Jacques Brisson w publikacji własnego autorstwa poświęconej ornitologii. Gatunkiem typowym jest (tautonimia) orzechówka zwyczajna (N. caryocatactes).

### Etymologia
- Nucifraga (Nuciphraga, Nuciphaga): późnośredniowiecznołac. nucifraga, nazwa nadana orzechówce zwyczajnej przez Turnera w 1544 roku jako tłumaczenie niemieckiej nazwy Nussbrecher ‘łamacz orzechów’, od łac. nux, nucis ‘orzech’; frangere ‘roztrzaskać’[10].
- Caryocatactes (Cariocatactes, Caryocathactes): gr. καρυοκατακτης karuokataktēs ‘orzechówka’, od καρυον karuon ‘orzech’; καταγνυμι katagnumi ‘rozbić, roztrzaskać’[11]. Typ nomenklatoryczny (oznaczenie monotypowe): Corvus caryocatactes Linnaeus, 1758.
- Picicorvus (Piscicorvus): łac. pica ‘sroka’; corvus ‘kruk’[12]. Typ nomenklatoryczny (oznaczenie monotypowe): Corvus columbianus A. Wilson, 1811.

### Podział systematyczny
DO rodzaju należą następujące gatunik:
- Nucifraga columbiana (A. Wilson, 1811) – orzechówka popielata
- Nucifraga multipunctata Gould, 1849 – orzechówka plamista
- Nucifraga hemispila Vigors, 1831 – orzechówka brązowa
- Nucifraga caryocatactes (Linnaeus, 1758) – orzechówka zwyczajna